# Ферула таджиков
Фе́рула таджи́ков (лат. Ferula tadshikorum) — многолетнее травянистое растение, вид рода Ферула семейства Зонтичные (Apiaceae). Ценное лекарственное, кормовое и ценозообразующее растение, хороший медонос.

## Ботаническое описание
Многолетний монокарпический вид, жизненный цикл 23-27 (30) лет. У ювенильных особей максимальный календарный возраст составляет 6-7 лет, имматурных — 14-15 лет, виргинильных — 24-27 лет.

## Распространение
Эндемик Южного Таджикистана, Ferula tadshikorum является доминантом и субдоминантом различных типов фитоценозов крупнотравных полусаванн. Общая площадь феруловников в Южном Таджикистане составляет 175 тыс. га.. Ботаническое описание, экология, сферы использования сходны с таковыми Ферулы вонючей.
Вид включен в Красную книгу Республики Таджикистан.

## Хозяйственное значение
Среди представителей рода практически все виды имеют большое хозяйственное значение. Молодые побеги население использует в пищу. Виды ферул являются ценными кормовыми растениями. Из-за высокого содержания эфирных масел и смол они слабо поедаются скотом в свежем виде, обычно у зеленых растений домашний скот обкусывает только верхушку листьев и стеблей с цветками. Потому ферулы обычно используют в виде сена и силоса как зимний корм, а плоды заготавливают на зиму для кормления скота. Для горных районов Таджикистана Ferula tadshikorum M Pimen, Ferula fedchenkoana K.-Pol. являются одними из основных сенокосных растений. Сбор камедесмолы для лекарственных и кулинарных целей является традиционным промыслом со времен античности и до наших дней. Феруловые и прангосовые формации, особенно в Таджикистане, дают основной медовзяток  на пасеках